# Порівняння підтримки IPv6 операційними системами
Порівняння операційних систем з точки зору підтримки протоколу IPv6.
| ОС                           | Версія                | Заявлена підтримка IPv6 | Увімкнений за умовчанням | DHCPv6      | ND RDNSS    | Примітки |
| ---------------------------- | --------------------- | ----------------------- | ------------------------ | ----------- | ----------- | --- |
| AIX                          | 4.3                   | Так                     | Так                      | Так         | Ні          | |
| Android                      | 4.2 (Jelly Bean)      | Частково                | Так                      | Ні          | Ні          | Відсутня підтримка DHCPv6 та ND-RDNSS через використання застарілої версії dhcpcd. На деяких телефонах спостерігається тимчасова втрата адреси unicast.                              |
| Cisco IOS                    | 15.2                  | Так                     | Так                      | Так         | Ні          | |
| Fedora                       | 13                    | Так                     | Так                      | Так         | Так         | |
| FreeBSD                      | 9.0                   | Так                     | Так                      | Опціонально | Так         | |
| HP-UX                        | 11i                   | Так                     | Так                      | Так         | Так         | [ 11 ] |
| IBM i                        | 7.1                   | Так                     | Так                      | Так         | Ні          | [ 12 ] |
| iOS                          | 4.1                   | Так                     | Так                      | Так         | Так         | iOS підтримує stateless DHCPv6 починаючи з 4 версії та stateful DHCPv6 починаючи з 4.3.1.                                                                                            |
| Juniper JUNOS                | 12.2                  | Так                     | Так                      | Так         | Ні          | |
| Mac OS X                     | 10.7 (Lion)           | Так                     | Так                      | Так         | Так         | |
| MeeGo                        | 1.2                   | Ні                      | Так                      | Ні          | Так         | |
| OpenBSD                      | 5.2                   | Так                     | Так                      | Опціонально | Так         | RDNSS досі підтримується тільки для rtadvd. |
| OpenVMS                      | 8.3                   | Так                     | Так                      | Ні          | Ні          | |
| Red Hat Enterprise Linux     | 6                     | Так                     | Так                      | Так         | Так         | |
| Solaris                      | 10                    | Так                     | Так                      | Так         | Ні          | |
| SUSE Linux Enterprise Server | 11                    | Так                     | Так                      | Так         | Так         | |
| Symbian                      | 7.0                   | Так                     | Так                      | Ні          | Ні          | [http://sw.nokia.com/id/f9363497-5d96-4354-b071-e212ab204c63/Nokia_Views_on_IPv6_Transition_v2_0_en.pdf%5Bнедоступне+посилання+з+квітня+2019%5D][недоступне посилання з жовтня 2019] |
| Ubuntu                       | з 11.04 до 13.10      | Так                     | Так                      | Так         | Так         | RDNSS підтримується якщо в налаштуваннях IPv6 в NetworkManager вказано «автоматично», інакше потрібен пакет «rdnssd».                                                                |
| webOS                        | 2.1.0                 | Ні                      | Ні                       | Ні          | Ні          | [ 22 ] |
| Windows NT                   | 5.1 (XP)              | Так                     | Ні                       | Опціонально | Ні          | Користувачі Windows XP могжуть використовувати Dibbler, відкриту реалізацію DHCPv6                                                                                                   |
| Windows NT                   | 6.X (Vista), (7), (8) | Так                     | Так                      | Так         | Опціонально | rdnssd-win32 надає відкриту реалізацію ND RDNSS |
| Windows Phone                | 6.5 (Mobile)          | Так                     | Так                      | Lite        | Ні          | Якщо OEM постачальник не встановити в налаштуваннях флаг SYSGEN_TCPIP6, то підтримка IPv6 буде повністю відключена.                                                                  |
| Windows Phone                | 7.5                   | Ні                      | Ні                       | Ні          | Ні          | |
| Windows Phone                | 8                     | Так                     | Так                      | Так         | Ні          | Private lab research. |
| z/OS                         | V1R4.0                | Так                     | Так                      | Ні          |             | |
| z/VM                         | V5R1.0                | Так                     | Так                      | Ні          | Ні          | [ 28 ] |
| z/VSE                        | V4R2                  | Опціонально             | Ні                       |             |             | Через сторонніх розробників, IP6/VSE от Barnard Software, Inc. |

- Операційні системи, що не підтримують ні DHCPv6, ні ND RDNSS не можуть автоматично отримати конфигурацію DNS-серверів в мережі, що працює тільки по IPv6.